# Syllepte curiusalis
Syllepte curiusalis là một loài bướm đêm trong họ Crambidae.